# Łukasz Żytko
Łukasz Żytko (ur. 7 listopada 1981 we Wrocławiu) – polski koszykarz występujący na pozycji rozgrywającego, po zakończeniu kariery zawodniczej – trener koszykarski, aktualnie trener KSK Noteci Inowrocław.
Ukończył Szkołę Mistrzostwa Sportowego w Warce.  W PLK zadebiutował podczas pierwszej kolejki rozgrywek 2000/2001 (7.09.2000) przeciwko Stali w Ostrowie, jako zawodnik AZS-u Toruń.
Jego ojciec Janusz grał w siatkówkę w barwach Gwardii Wrocław, w latach 1974-1987, natomiast brat Mateusz w piłkę nożną, został mistrzem Europy juniorów w 2001.

## Osiągnięcia
Na podstawie.
Drużynowe
- Wicemistrz Polski kadetów (1996)
- Finalista pucharu Polski (2006)
- Awans do PLK:
  - ze Sportino Inowrocław (2008)
  - z Polpakiem Świecie (2005)

Indywidualne
- Najlepszy:
  - polski debiutant PLK (2001 według Gazety)[2]
  - młody zawodnik PLK U–20 (2001 według Gazety)
- Uczestnik:
  - meczu gwiazd I ligi (2007, 2011)[5]
  - konkursu rzutów za 3 punkty podczas meczu gwiazd I ligi (2007)
- Lider:
  - sezonu regularnego PLK w średniej przechwytów (2006)[6]
  - I ligi w przechwytach (2007, 2012, 2015)

## Statystyki

### Statystyki podczas gry w PLK
- Sezon 2000/2001 (AZS Toruń): 40 meczów (średnio 9,2 punktu oraz 3,6 asysty w ciągu 31,8 minuty)
- Sezon 2001/2002 (Spójnia Stargard Szczeciński oraz Noteć Inowrocław): 33 mecze (średnio 5,2 punktu oraz 2,2 asysty w ciągu 16,9 minuty)
- Sezon 2002/2003 (Noteć Inowrocław): 34 mecze (średnio 7,2 punktu oraz 2,1 asysty w ciągu 18,9 minuty)
- Sezon 2003/2004 (Czarni Słupsk): 32 mecze (średnio 7,1 punktu oraz 2,3 asysty w ciągu 20,3 minuty)
- Sezon 2004/2005 (Czarni Słupsk): 14 meczów (średnio 6,3 punktu oraz 3,8 asysty w ciągu 18,4 minuty)
- Sezon 2005/2006 (Noteć Inowrocław i Polpharma Starogard Gdański): 25 meczów (średnio 6,2 punktu oraz 2,5 asysty w ciągu 22,4 minuty)
- Sezon 2008/2009 (Sportino Inowrocław): 27 meczów (średnio 7,5 punktu oraz 3 asysty w ciągu 24,8 minuty)
- Sezon 2009/2010 (Sportino Inowrocław): 21 meczów (średnio 5,4 punktu oraz 2,3 asysty w ciągu 17,2 minuty)

### Statystyki podczas występów w I lidze
- Sezon 1998/1999 (SMS Warka): 19 meczów (średnio 7,6 punktu)
- Sezon 1999/2000 (SMS Warka): 24 mecze (średnio 9,5 punktu)
- Sezon 2004/2005 (Polpak Świecie): 21 meczów (średnio 10,4 punktu oraz 3,7 asysty w ciągu 22 minut)
- Sezon 2006/2007 (Sportino Inowrocław): 35 meczów (średnio 13 punktów oraz 3,6 asysty w ciągu 33,2 minuty)
- Sezon 2007/2008 (Sportino Inowrocław): 38 meczów (średnio 10,1 punktu oraz 4,2 asysty w ciągu 24,2 minuty)